# Youssou N'Dour
Youssou N'Dour (čti [jusu n̩ˈduːr], narozený 1. října 1959 v Dakaru), je senegalský zpěvák, hudebník a skladatel. Ve své rozmanité tvorbě mísí tradiční senegalskou hudbu, známou jako mbalax, s nejrůznějšími hudebními vlivy z celého světa (samba, jazz, soul aj.). Zpívá hlavně wolofsky, ale též francouzsky a anglicky.

Youssou N'Dour spolupracoval s řadou hudebníků, mj. s Peterem Gabrielem, Stingem, Alan Stivell (1 Douar), Neneh Cherry, Paulem Simonem, Brucem Springsteenem či Tracy Chapman. Soustavně se angažuje v kampaních za zlepšení politické a zejména humanitární situace v celé Africe. V roce 1985 uspořádal koncert za osvobození Nelsona Mandely, v roce 2005 pak byl hlavní postavou několika mezinárodních koncertů proti malárii, ten ženevský odvysílala i ČT. Další velkokoncerty organisoval mj. na podporu Amnesty International. Spolupracuje rovněž s FAO a UNICEF. Za svou hudbu získal řadu prestižních ocenění včetně Grammy (2005). Americký časopis Time jej v roce 2007 zařadil mezi 100 nejvlivnějších lidí světa.

## Diskografie

### Alba
- Bitim Rew (1984)
- Nelson Mandela (1986)
- Immigrés (1988)
- The Lion (1989)
- Set (1990)
- Eyes Open (1992)
- Guide (Wommat) (1994)
- Djamil (1996)
- Inedits 84-85 (1997)
- Special Fin D'annee Plus (1999)
- Lii (2000)
- Joko: From Village To Town (2000)
- Joko: The Link (2000)
- Rewmi (2000)
- Le Grand Bal (2000)
- St. Louis (2000)
- Le Grand Bal a Bercy (2001)
- Ba Tay (2002)
- Nothing's In Vain (2002)
- Youssou N'Dour and His Friends (2002)
- Kirikou (2004)
- Egypt (2004)
- Alsaama Day (2007)
- Rokku Mi Rokka (2007)
- Special Fin D'annee : Salegne-Salegne (2009)

### Kompilace
- The Best of Youssou N'Dour (1995)
- Euleek Sibir with Omar (You et Pene) (1996)
- Immigrés/Bitim Rew (1997)
- Best of the 80's (1998)
- Hey You: The Essential Collection 1988–1990 (1998)
- Birth of a Star (2001)
- Rough Guide to Youssou N'Dour & Etoile de Dakar (2002)
- 7 Seconds: The Best of Youssou N'Dour (Remastered) (2004)
- Instant Karma: The Amnesty International Campaign to Save Darfur (2007)